# کوتسوکی، شیگا

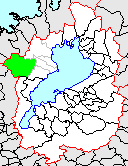
محل روستا با رنگ سبز روشن در غرب دریاچه بیوا مشخص شده است.

کوتسوکی، شیگا (انگلیسی: Kutsuki, Shiga) یک روستا بود که استان شیگا در ژاپن قرار داشت. در سال ۲۰۰۵, این روستا با تاکاشیما، شیگا ادغام شد.